# Фурка (Коллемболы)

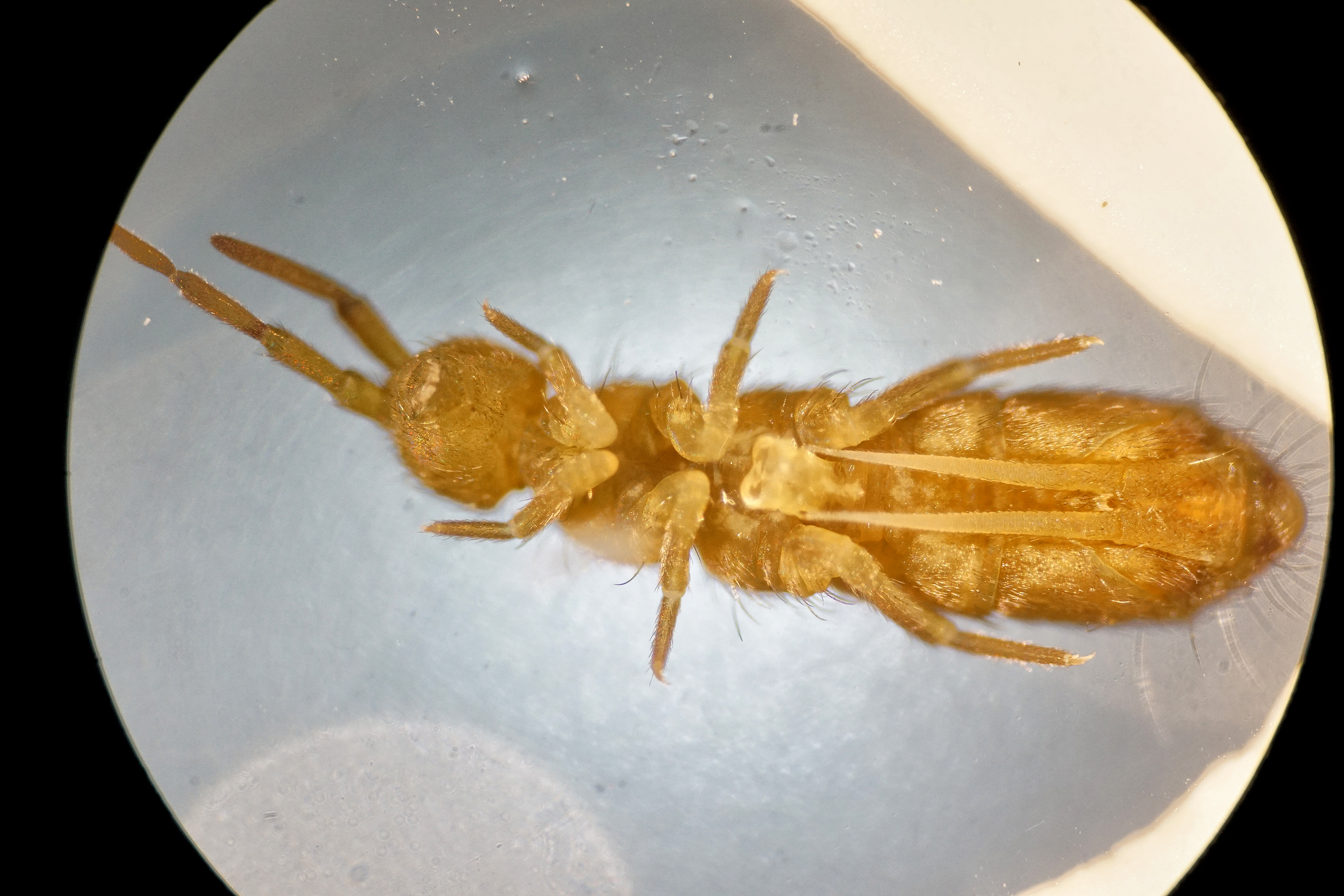
Вид снизу — фурка поджата

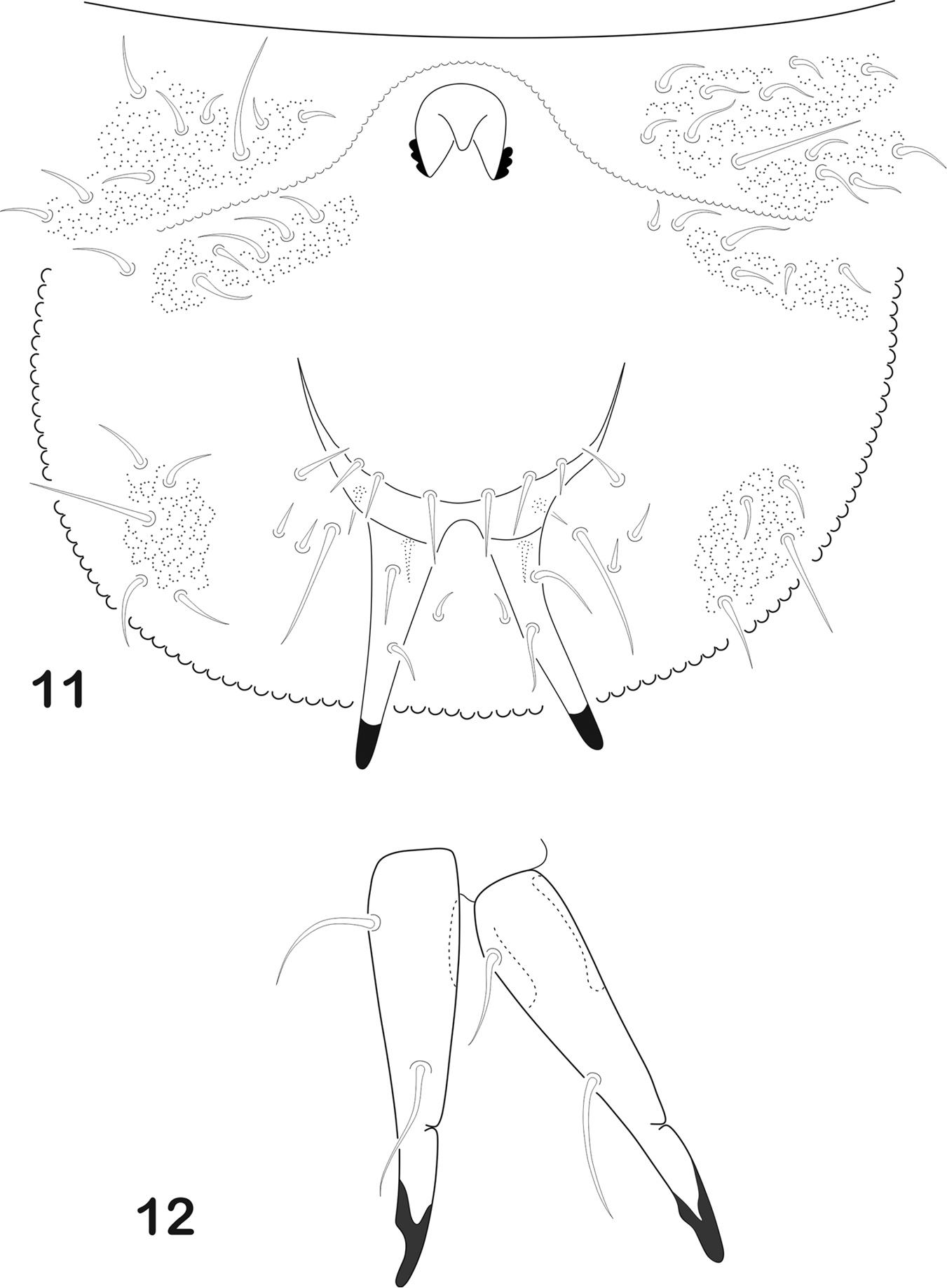
Редуцированная фурка

Фу́рка (прыгательная вилка) — прыгательный отросток вилкообразной формы на нижней части брюшка у коллембол (ногохвосток).

## Термин
Фурка (фуркула) или прыгательная вилка — научный термин, применяемый в морфологическом описании коллембол, от лат. furca — вилка (иногда фуркула лат. furcula — вилочка).
У ракообразных см. фурка.

## Описание
Расположена на 4-м брюшном (абдоминальном) сегменте, и в сложенном (поджатом) состоянии — фурка загнута вперед и зафиксирована зацепкой (retinaculum), расположенной на 3-м абдоминальном сегменте, на стерните.
Прыгательная вилка состоит из:
- манубрий — непарное основание фурки выходящее из брюшка
- денс — парные отростки, из манубрия
- мукро — когтевидные (зубцы имеют таксономический признак) концевые придатки, из денс.

Иногда мукро и денс сливаются в единый мукроденс.
Степень редукции (исчезновения, уменьшения или недоразвитости) фурки свидетельствует о приспособленности к обитанию в более глубоких горизонтах почвы (жизненные формы коллембол).

## Функция
В случае опасности фурка позволяет далеко прыгать. Это позволяет коллемболам избегать опасности и прилипания к поверхностной плёнке воды.
Чтобы согнуть прыгательную вилку обратно, используются специальные мышцы.